# Yorktown (Texas)
Yorktown es una ciudad ubicada en el condado de DeWitt en el estado estadounidense de Texas. En el Censo de 2010 tenía una población de 2092 habitantes y una densidad poblacional de 467,16 personas por km².

## Geografía
Yorktown se encuentra ubicada en las coordenadas 28°58′58″N 97°30′18″O / 28.98278, -97.50500. Según la Oficina del Censo de los Estados Unidos, Yorktown tiene una superficie total de 4.48 km², de la cual 4.48 km² corresponden a tierra firme y (0%) 0 km² es agua.

## Demografía
Según el censo de 2010, había 2092 personas residiendo en Yorktown. La densidad de población era de 467,16 hab./km². De los 2092 habitantes, Yorktown estaba compuesto por el 81.07% blancos, el 2.77% eran afroamericanos, el 0.43% eran amerindios, el 0% eran asiáticos, el 0% eran isleños del Pacífico, el 13.34% eran de otras razas y el 2.39% pertenecían a dos o más razas. Del total de la población el 44.79% eran hispanos o latinos de cualquier raza.